# Pseudoscabiosa grosii
Pseudoscabiosa grosii är en tvåhjärtbladig växtart som först beskrevs av Font Quer, och fick sitt nu gällande namn av J.A. Devesa. Pseudoscabiosa grosii ingår i släktet Pseudoscabiosa och familjen Dipsacaceae. Inga underarter finns listade i Catalogue of Life.